# Frank Cullotta
Frank John Cullotta (Chicago, 14 dicembre 1938 – Las Vegas, 20 agosto 2020) è stato un mafioso, collaboratore di giustizia, scrittore e blogger statunitense di origini italiane, membro della Chicago Outfit e della banda del buco nel muro fondata a Las Vegas insieme all'amico Anthony Spilotro.
Arrestato nel 1982, divenne testimone di giustizia ed entrò a far parte del programma di protezione testimoni. Fino agli ultimi giorni della sua vita esercitò la professione di scrittore e guida turistica.

## Biografia

### L'infanzia e i primi crimini
Cullotta nasce a Chicago, nell'Illinois, il 14 dicembre 1938 da Josephine Montedore e Joseph Raymond Cullotta. All'età di 13 anni abbandonò la scuola media e insieme all'amico di infanzia Anthony Spilotro cominciò a commettere i suoi primi crimini che comprendevano l'omicidio e il furto con scasso.
Nel 1962 si rese partecipe in modo indiretto dell'omicidio dei gangster William McCarthy e James Miraglia, i cui corpi furono poi ritrovati all'interno del bagagliaio di una macchina.
Nel 1968 fu condannato a 8 anni di carcere per furto con scasso. Rilasciato sulla parola nel 1972, fu trasferito al Federal Correctional Complex di Terre Haute, nell'Indiana, per poi venire spostato in un centro di accoglienza, dove rimase fino al suo rilascio nel 1974.

### La banda del buco nel muro
All'inizio del 1979 si trasferì a Las Vegas per raggiungere Spilotro, che vi si era già stabilito nel 1971, e fondare insieme ad una equipe di scassinatori e sicari la cosiddetta "banda del buco nel muro", chiamata così per la loro abilità nell'entrare negli edifici perforando i muri esterni e i soffitti dei luoghi da svaligiare.
Il 10 ottobre 1979, su ordine di Spilotro, Cullotta uccise il suo ex amico e testimone del gran giurì Sherwin Lisner a Las Vegas. Lisner era sospettato di aver informato un gran giurì dei dettagli su una truffa di scambio di denaro a cui stava lavorando con Cullotta. Quando divenne un testimone federale, Cullotta ammise di aver ucciso Lisner, su ordine di Tony Spilotro.
Il 4 luglio 1981 la banda del buco tentò di svaligiare il Bertha's Gifts & Home Furnishings, un negozio di alta fascia, all'East Sahara Avenue a Las Vegas. La rapina non andò a buon fine poiché l'FBI e la polizia locale di Las Vegas avevano un informatore interno di nome Sal Romano nella banda. Gran parte della banda è stata arrestata dentro e intorno al Bertha's, tra cui lo stesso Cullotta, il detective Joe Blasko (che faceva da infiltrato), Leo Guardino, Ernest Davino, Lawrence Neumann e Wayne Matecki, ciascuno dei quali venne accusato di furto con scasso e tentativo di furto aggravato, oltreché possesso di strumenti da scasso.
Nel 1982 fu nuovamente imprigionato e avvicinato dall'FBI con un'intercettazione telefonica di Spilotro che parlava con qualcuno sul "dover pulire i nostri panni sporchi", che Cullotta prese come un contratto insinuato sulla sua vita. A causa di ciò, nel luglio 1982, Cullotta ha finalizzato un accordo con i pubblici ministeri.
Nel settembre 1983 Spilotro fu incriminato per associazione a delinquere e ostruzione alla giustizia nell'omicidio Lisner e rilasciato su cauzione di 100.000 dollari. In un processo iniziato nell'ottobre 1983, Cullotta ammise di essere stato coinvolto in oltre 300 reati, tra cui quattro omicidi, spergiuro, rapine e furti con scasso. Ha anche testimoniato contro Tony Spilotro, accusandolo di avergli ordinato l'omicidio di McCarthy nel 1962. Spilotro fu assolto nello stesso anno per insufficienza di prova; tuttavia fu assassinato insieme al fratello Michael dai membri della Chicago Outfit prima che un nuovo processo prendesse atto.
A Cullotta fu concessa l'immunità per i suoi reati precedentemente non imputati, ma è stato condannato a 10 anni di carcere, pena ridotta successivamente a otto. Ha scontato due anni al Metropolitan Correctional Center di San Diego, fin quando venne rilasciato sulla parola e affidato al programma di protezione dei testimoni nel 1984; fu posto per i successivi due anni in libertà vigilata sotto falso nome, spostandosi di tanto in tanto anche negli stati di Texas, Mississippi e Alabama.

### Anni successivi
Nel 1995 fornì informazioni per la stesura del libro di Nicholas Pileggi Casino: Love and Honor in Las Vegas, basato sulla storia di Frank Rosenthal e dei suoi rapporti con Spilotro. Dal libro venne poi tratto il film Casinò, di Martin Scorsese, nel quale il personaggio di Cullotta è interpretato da Frank Vincent e rinominato "Frank Marino". In questo film lo stesso Cullotta fece anche da consulente tecnico oltre ad interpretare la parte di un sicario.
Negli anni seguenti si dedicò alla scrittura di libri incentrati sul suo passato da criminale ed esercitò il ruolo di guida turistica per il National Museum of Organized Crime and Law Enforcement di Las Vegas.
Nel gennaio 2020 aprì un canale YouTube chiamato "Coffee with Cullotta".

### Morte
Morì il 20 agosto 2020 all'età di 81 anni dopo essere stato ricoverato per COVID-19.

## Opere
- Cullotta: The Life of a Chicago Criminal, Las Vegas Mobster, Government Witness, con Dennis N. Griffin, Huntington Press, 2007, ISBN 978-09-297-1245-1.
- Hole in the Wall Gang, in My Own Words: A Memoir, con Dennis N. Griffin, Houdini Publishing, 2014, ISBN 978-19-367-5925-5.
- The Rise and Fall of a "Casino" Mobster: The Tony Spilotro Story Through a Hitman's Eyes, con Dennis N. Griffin, WildBlue Press, 2017, ISBN 978-19-422-6695-2.